# Luigi Trevellin
Luigi Trevellin (* 12. Mai 1957 in Poggiana) ist ein ehemaliger italienischer Radrennfahrer.

## Sportliche Laufbahn
Trevellin war im Straßenradsport aktiv. Als Amateur gewann er 1975 den Gran Premio Sportivi di Poggiana. 1977, 1979 und 1980 wurde er dort jeweils Zweiter. In der Trofeo Papà Cervi 1979 wurde er Dritter. 1979 bestritt er die Internationale Friedensfahrt und wurde 61. im Endklassement. Er gewann die 8. Etappe. 1981 war er erneut am Start der Rundfahrt, beendete das Rennen jedoch nicht. 
Von 1982 bis 1984 war Trevellin Berufsfahrer. Er blieb als Radprofi ohne Erfolge. Sein bestes Resultat in einem Eintagesrennen war der 10. Platz im Giro del Friuli 1982. Im Giro d’Italia 1983 wurde er 135.